# Mathias Womacka
Mathias Womacka (* 26. Juni 1966 in Karl-Marx-Stadt) ist ein deutscher Schachmeister.
Womacka spielt seit dem achten Lebensjahr aktiv Schach in seinem Heimatverein BSG Lok Karl-Marx-Stadt, heute USG Chemnitz. Er war dreimal DDR-Meister in verschiedenen Altersklassen im Nachwuchsbereich. Er ist Diplom-Mathematiker und arbeitet nach einem Abendstudium im Vermessungswesen.
Erfolge: 3. Platz beim Turnier in Augsburg (1989), 1. Platz beim Münch-Bräu-Open in Leutersdorf (2001), 1. Platz beim Open in Pardubice (2001) mit einer Elo-Performance von 2712 bei über 300 Teilnehmern und vor 34 Großmeistern, 1.–4. Platz beim Open Troll Masters in Gausdal (2002) und 2. Platz beim GM-Turnier in Marienbad (2007). Er war Zweiter bei der Deutschen Schnellschachmeisterschaft 2008 in Fredersdorf-Vogelsdorf.
Womacka trägt seit 1990 den Titel Internationaler Meister. Den Großmeister-Titel erhielt er 20 Jahre später im Jahr 2010. Womacka spielte in der Saison 1990/91 für den SC 1868 Bamberg in der deutschen Schachbundesliga, ansonsten bis 2014 für die USG Chemnitz (in der Saison 1997/98 in der 1. Bundesliga, sonst in der 2. Bundesliga Ost bzw. Oberliga), von der Saison 2014/15 bis zur Saison 2017/18 für den SK Schwäbisch Hall; seit der Saison 2018/19 spielt er für den SV 1920 Hofheim (zunächst in der 1. Bundesliga, seit 2019 in der 2. Bundesliga).
| Die zur Anzeige dieser Grafik verwendete Erweiterung wurde dauerhaft deaktiviert. Wir arbeiten aktuell daran, diese und weitere betroffene Grafiken auf ein neues Format umzustellen. (Mehr dazu) |